# 결점
결점은 돌의 모양이 취약해 단점이 있고 불완전한 상태를 뜻한다. 자신의 돌에 결점이 없어야 강한 돌이 된다. 결점이 있는 상대의 약한 돌을 공격할 수도 있다.